# روبرت ويرتز

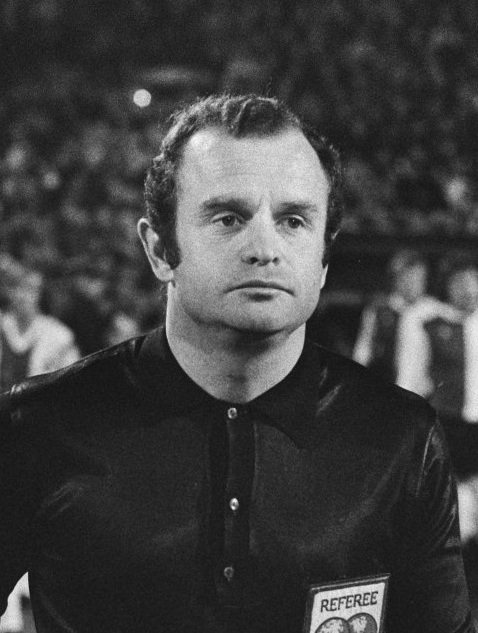
روبرت ويرتز سنة 1976

روبرت ويرتز (بالفرنسية: Robert Wurtz)‏ (مواليد 16 ديسمبر 1941)، هو حكم فرنسي سابق لكرة القدم، زاول في الفترة الممتدة مابين 1970و 1980. انتخبه الصحفيون «الحكم الفرنسي» أعوام (1978,1977,1975,1974,1971). أشرف على مباراة نهائي كأس أوروبا 1977، ومبارتين في كأس العالم لكرة القدم 1978.

## روابط خارجية
- روبرت ويرتز على موقع Soccerway.com (الإنجليزية)